# Arnholdt Kongsgård
Arnholdt Johannes Nolten Kongsgård (23. november 1914 i Kongsberg – 22. januar 1991 samme sted) var en norsk skihopper. Han kom på en 8. plads i OL i Garmisch-Partenkirchen under 1936 og vandt en bronzemedalje under VM i Zakopane i 1939. I VM i Lahtis i 1938 blev han nummer 6. Han vandt også tre sølvmedaljer og en bronze i NM, og blev som udlænding amerikansk mester i 1947.
Kongsgård holdt bakkerekorden i Narekollen i Sauherad (95 meter, 1936) og Vikersundbakken (87,5 meter 1946-48, 88,5 meter 1948-51). Sønnen Knut Kongsgård var også aktiv, EM-vinder for junior (1968). I Kongsgårds hjemby finder man Noltens vei.
Af arbejde var Arnholdt Kongsgård blikkenslager. Han var bedstefar til snowboarderen Anne Molin Kongsgård.